# Luscinia megarhynchos
El ruiseñor común (Luscinia megarhynchos) es una especie de ave paseriforme anteriormente clasificado como un miembro de la familia Turdidae, pero ahora generalmente considerado parte de la familia Muscicapidae.

## Características
Es un ave migratoria insectívora que cría en los bosques de Europa y de Asia. Tiene una distribución más meridional que su pariente cercano el ruiseñor ruso (Luscinia luscinia). Anida cerca del suelo en arbustos densos. Pasa el invierno boreal en el centro de África y retorna a Europa en la primavera para el apareamiento.
El ruiseñor común es algo mayor que el petirrojo, con una longitud de 15-16,5 cm. El dorso, las alas y la cola son de color castaño  y el vientre de color pardo claro. No hay mucha diferencia en aspecto entre los sexos.

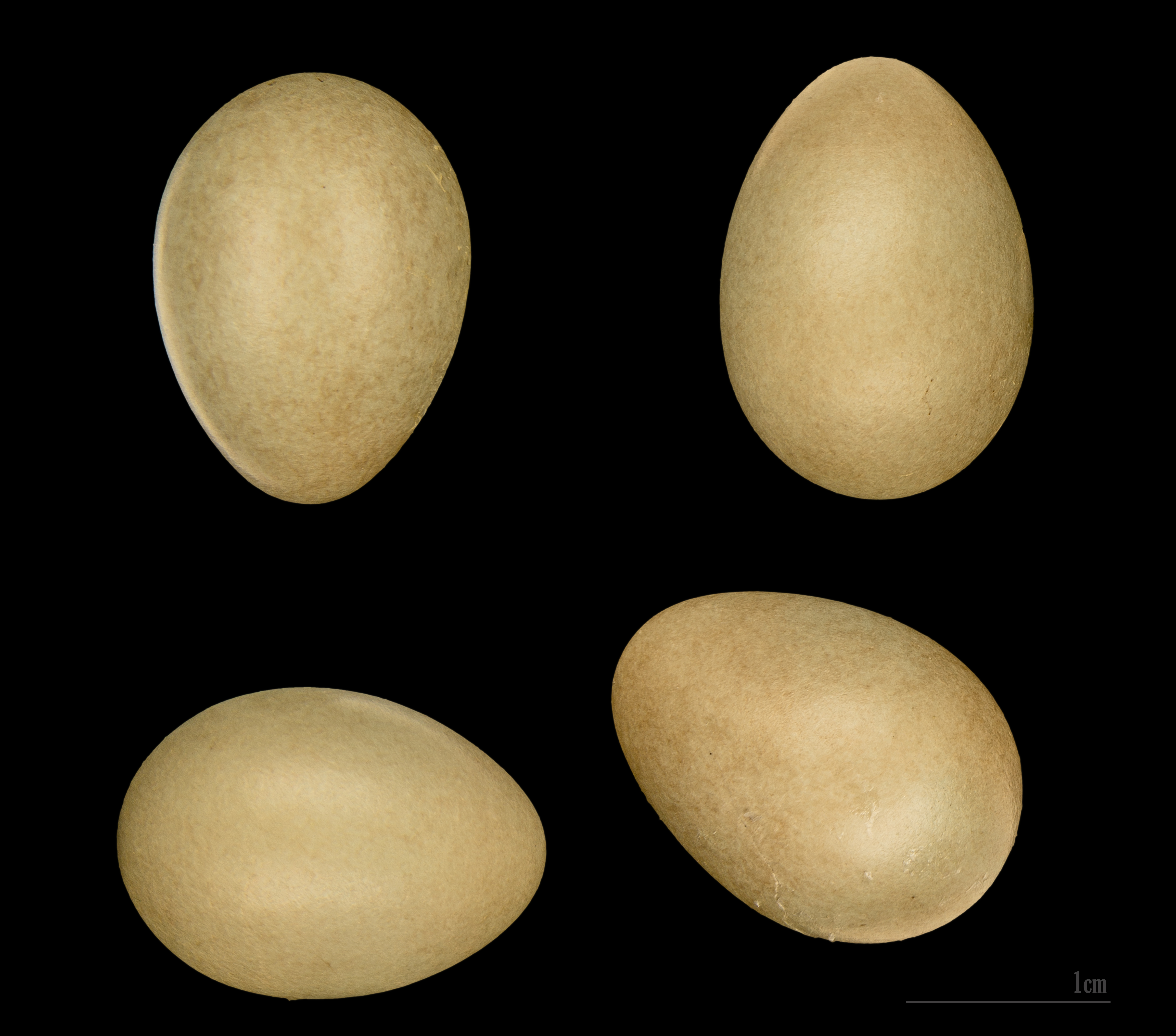
Huevos de Luscinia megarhynchos

El ruiseñor común macho es bien conocido por su fuerte canto, con un registro de silbidos, borboteos y una enorme variedad de sonidos. Aunque también canta durante el día, tiene el hábito poco común de cantar hasta bien entrada la noche; su canto sobresale en esos momentos, pues hay pocos pájaros más que canten a esas horas. Por eso su nombre en varios idiomas incluye la palabra «noche». Se ha descubierto en investigaciones recientes que cantan con aún más fuerza en los ambientes urbanos y suburbanos para que puedan ser escuchados por encima del ruido ambiental. El rasgo más típico de su canto es un silbido crescendo fuerte. Este fuerte silbido in crescendo está ausente en el canto de su pariente cercano, el ruiseñor ruso (Luscinia luscinia). El canto de alarma del ruiseñor suena como una rana.
Las poblaciones orientales tienen partes superiores más claras y rasgos faciales más fuertes, como «cejas» blancas (supercilia).
El ruiseñor es huésped del gusano parásito intestinal acantocéfalo Apororhynchus silesiacus.

## Taxonomía
La especie Luscinia megarhynchos fue descrita por el ornitólogo alemán Christian Ludwig Brehm en 1831.

## Distribución geográfica y hábitat
Es una especie insectívora migratoria que se reproduce en bosques y matorrales de Europa y el Paleártico, e inverna en el África subsahariana. No se encuentra naturalmente en las Américas. La distribución es más al sur que el ruiseñor del zorzal Luscinia luscinia, muy relacionado. Anida sobre o cerca del suelo en una densa vegetación. Una investigación realizada en Alemania encontró que el hábitat de reproducción preferido por los ruiseñores estaba definido por una serie de factores geográficos, entre los que se puede citar:
- menos de 400 m (1300 pies) sobre el nivel medio del mar
- temperatura media del aire durante la temporada de crecimiento superior a 14 °C (57 °F)
- más de 20 días al año en los que las temperaturas superan los 25 °C (77 °F)
- precipitación anual inferior a 750 milímetros (30 pulgadas)
- índice de aridez inferior a 0,35
- sin dosel arbóreo cerrado

La población reproductora europea se estima entre 3,2 y 7 millones de parejas, lo que le otorga un estado de conservación verde (Especie bajo preocupación menor).
En contraste, en el Reino Unido, este ave se encuentra en el límite norte de su área de distribución, que se ha reducido en los últimos años, habiendo sido incluida  en la lista roja para su conservación. A pesar de los esfuerzos locales para salvaguardar su hábitat favorito de montes bajos y matorrales, el número de ejemplares cayó un 53 % entre 1995 y 2008. Una encuesta realizada por el British Trust for Ornithology en 2012 y 2013 registró unos 3.300 territorios, la mayoría de ellos agrupados en unos pocos condados del sureste de Inglaterra, en particular Kent, Essex, Suffolk y East y West Sussex.

## Migración
El ruiseñor común es un gran migrante nocturno. A principios de septiembre migra hacia el África subsahariana pasando por el Estrecho de Gibraltar o por lugares donde la extensión marítima es limitada. Llega a sus cuarteles de invierno entre octubre y principios de diciembre. Sólo sale hacia el norte desde mediados de marzo hasta principios de abril.
Las subespecies africana y golzii pasan por Arabia para migrar al este de África, también alrededor de septiembre para llegar a Kenia en noviembre o principios de diciembre y regresar entre finales de marzo y principios de abril.

## Alimentación
El ruiseñor se alimenta principalmente de invertebrados, sobre todo escarabajos y hormigas, durante todo el año; complementa su dieta con fruta, bayas (sobre todo fresas, cerezas y grosellas) y semillas a finales de verano y en otoño.
Encuentra su alimento en el suelo entre las hojas, pero también en ramas bajas y hojas, volando ocasionalmente para atrapar presas.

## Reproducción
La época de cría va de finales de abril a mediados de julio en Europa; algo más tarde en Afganistán y antes en Marruecos y Argelia. Su nido es desordenado y bajo (rara vez supera los 50 cm), o incluso en el suelo. Tiene forma de cuenco y está hecho de hojas y hierbas muertas, forrado de finas hierbas, plumas y pelo.
La hembra pone cuatro o cinco huevos de color azulado o verdoso, con manchas de color marrón claro o rojo. La incubación dura entre trece y catorce días. La emancipación dura de diez a doce días y el vuelo se produce unos días después. Las crías son totalmente independientes entre quince y treinta días después de volar. La primera nidificación se produce en la primavera siguiente y los ruiseñores viven hasta seis años.
Los ruiseñores suelen anidar en el mismo lugar todos los años, sobre todo los machos. Suelen tener dos nidadas al año, y a veces la hembra empieza a incubar la segunda mientras el macho termina de cuidar la primera.

## Subespecies

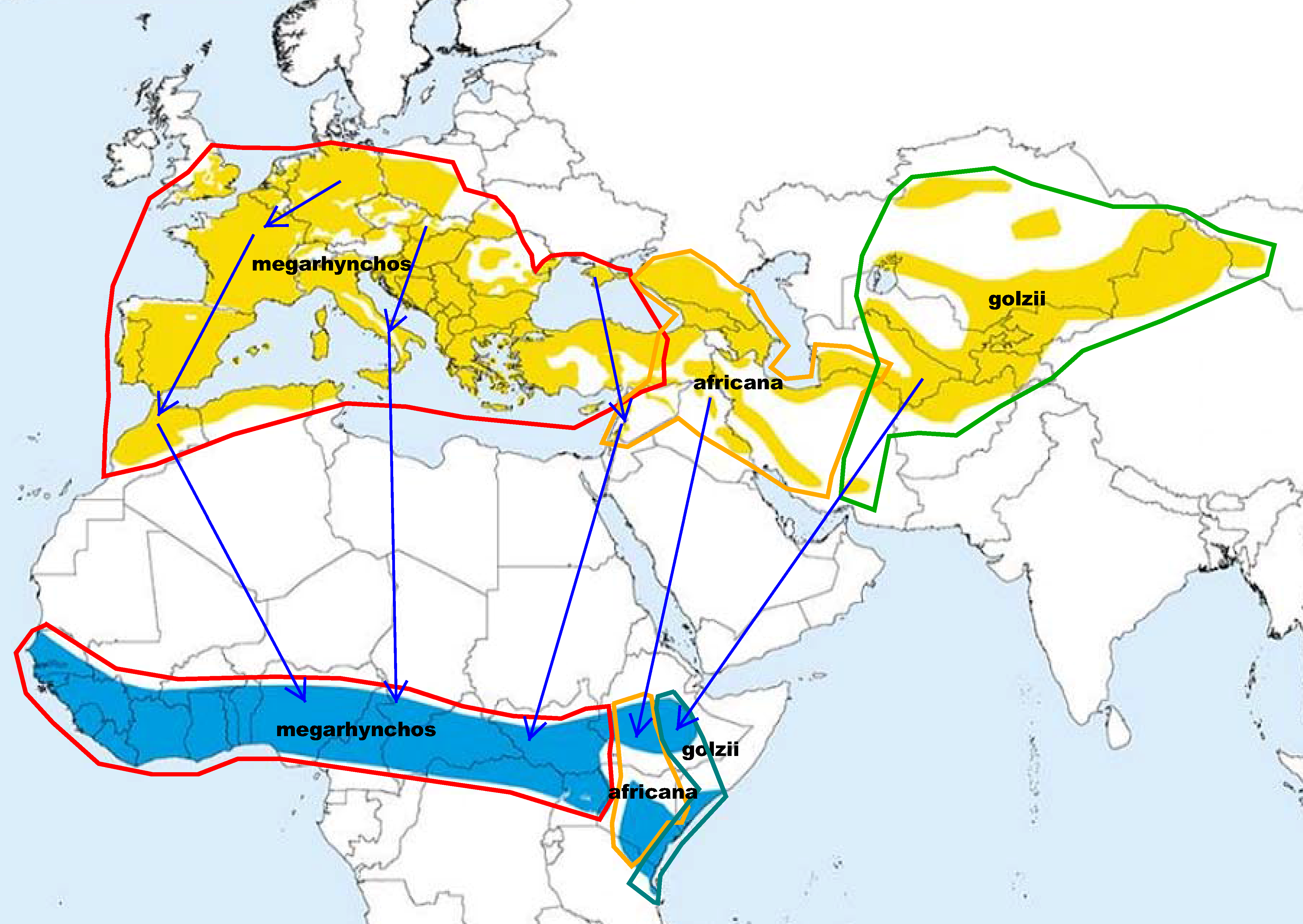
Mapa de distribución geográfica de subespecies.

Se reconocen las siguientes subespecies:
- Luscinia megarhynchos africana (Fischer & Reichenow, 1884)
- Luscinia megarhynchos hafizi Severtzov, 1873
- Luscinia megarhynchos megarhynchos C. L. Brehm, 1831

## Galería de imágenes

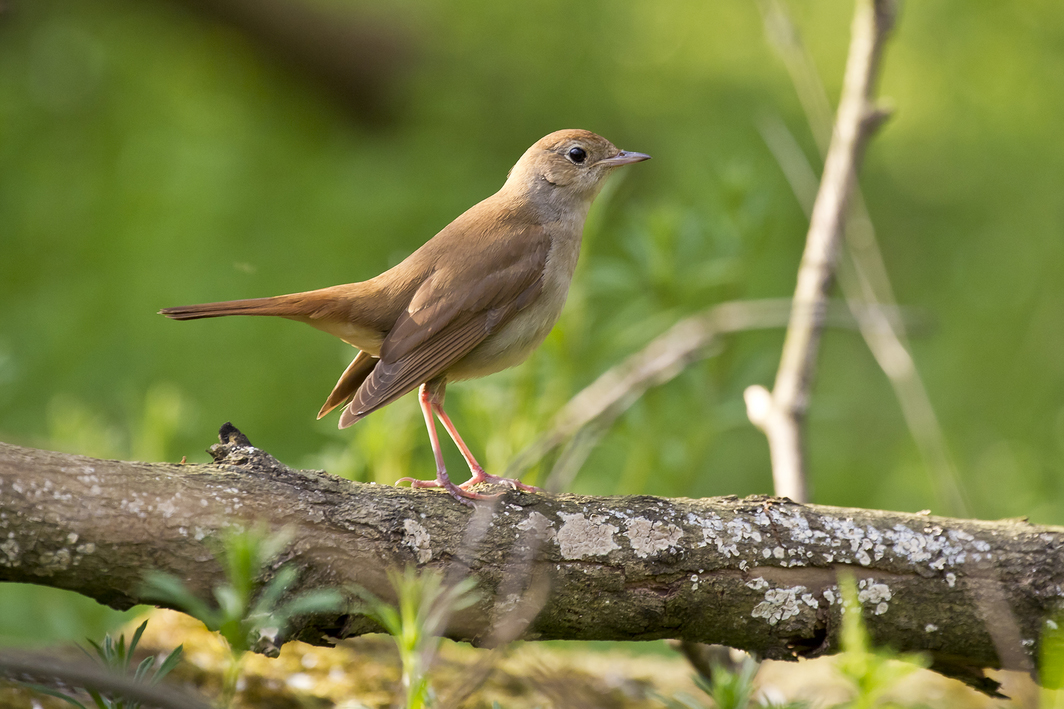
Luscinia megarhynchos megarhynchos, 2015
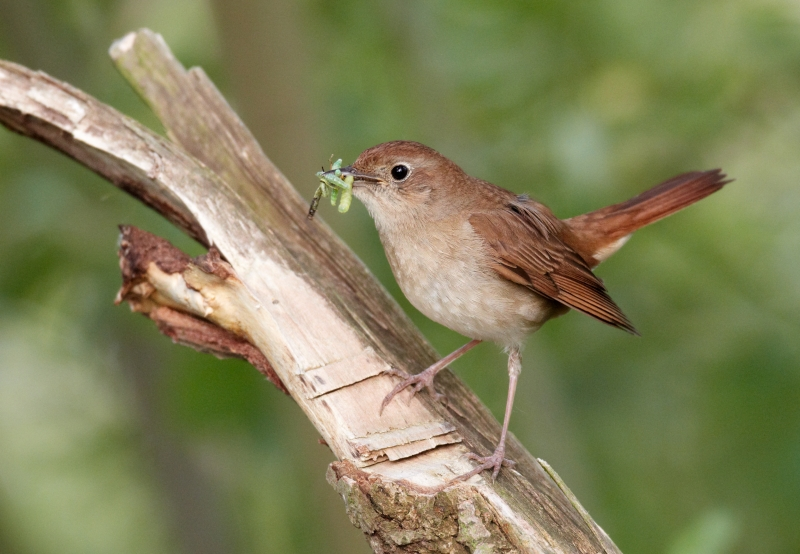
Un ruiseñor común (Luscinia megarhynchos), llevando gusanos en su pico
Ilustración  de Luscinia vera, de entre 1700 et 1880, incluida en Iconografía Zoológica (Universidad de Ámsterdam)
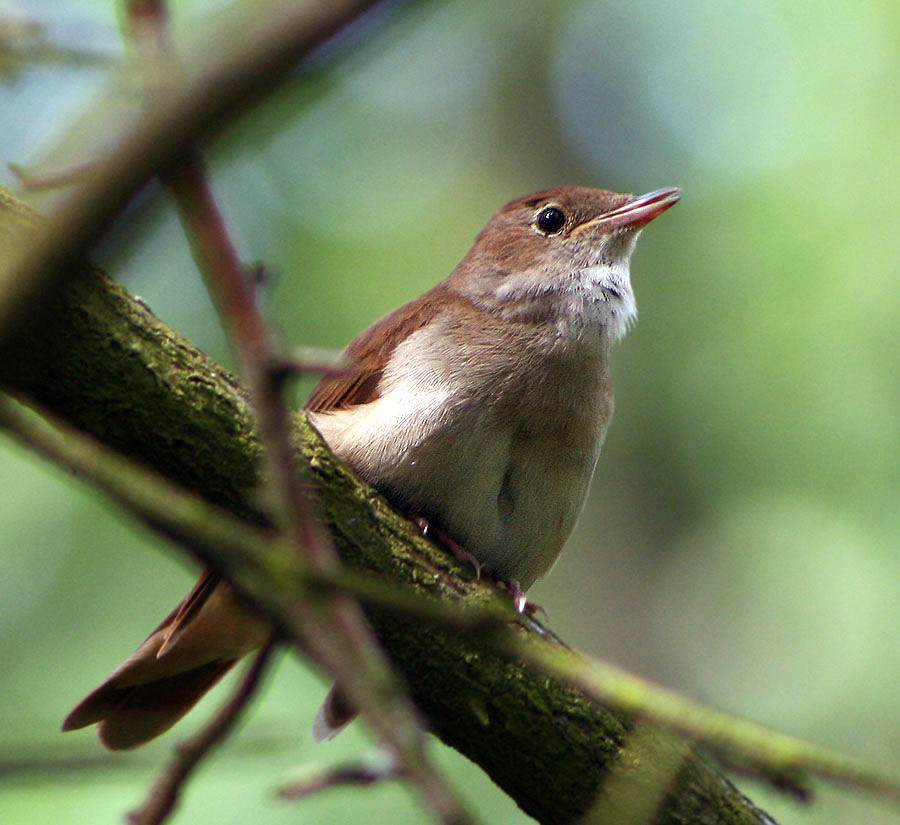
Ruiseñor (Luscinia megarhynchos) en  Offenbach am Main, Hessen, Alemania
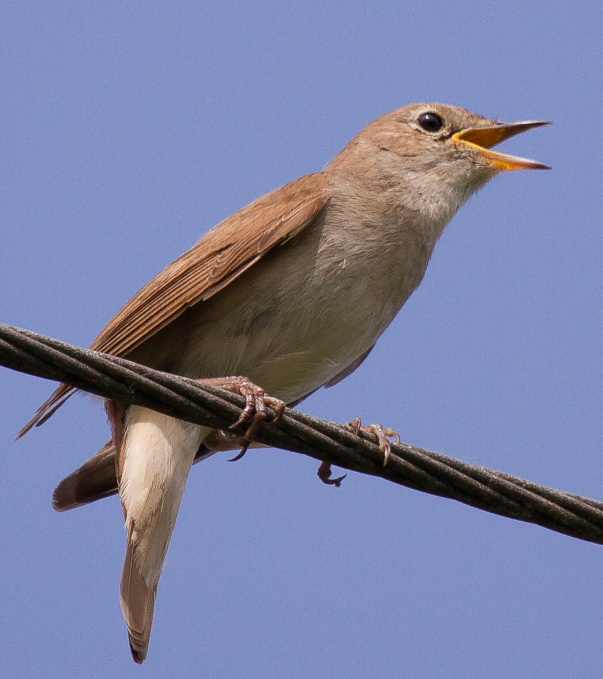
Un ruiseñor cantando posado sobre cables eléctricos en la reserva natural de Bislicher Insel en NRW, Alemania

## Símbología y presencia en la cultura popular

### Literatura y poesía
El canto del ruiseñor ha sido especialmente reconocido por su belleza sobre las demás aves, al extremo de que algunos cantantes humanos son llamados «ruiseñores» en señal de admiración.  El primer diccionario del castellano, de 1611, definía al ruiseñor a partir de la manera positiva en que era valorado, sin llegar a describirlo en realidad:

RUISEÑOR: Avecita que con su canto nos alegra y regocija en la Primavera, dicha en latín Luscinia porque canta al alborada...
Sebastián de Covarrubias

Dadas sus costumbres migratorias, en las tradiciones populares europeas el ruiseñor común anuncia la llegada de la primavera porque su canto aparece en el mes de mayo. De este modo, forma parte de la simbología que tiene esa estación en el imaginario, es decir, la belleza, el renacimiento, la juventud y el amor. El siguiente romance, poema castellano de origen medieval, ilustra estos significados comúnmente asociados al ruiseñor:

ROMANCE DEL PRISIONERO

Que por mayo era, por mayo,
cuando hace la calor,
cuando los trigos encañan
y están los campos en flor,
cuando canta la calandria
y responde el ruiseñor,
cuando los enamorados
van a servir al amor;
(...)
Anónimo

Anteriormente, y por ejemplo en la antigüedad griega, Homero evoca el ruiseñor en la Odisea, sugiriendo el mito de la princesa de Atenas Filomela y Procne (una de las cuales, según la versión del mito, se convierte en ruiseñor).
El condado de Niza (Francia) conservó su canto tradicional el "Ruiseñor que vuela" en las rondas de mayo, cuyo tema inspiró a Chaikovski para su obra Humoresque Opus 10-2. 
William Shakespeare compara su poesía amorosa con el canto del ruiseñor común (Filomela) en la segunda estrofa de su Soneto número 102:
"Our love was new, and then but in the spring,
When I was wont to greet it with my lays;
As Philomel in summer's front doth sing,
And stops his pipe in growth of riper days:"
("Nuestro amor era nuevo, y luego en la primavera,
Cuando solía saludarlo con mis puestas;
Como canta Filomela en el frente del verano,
Y detiene su flauta cuando aumentan los días más maduros: ")
Son también reconocidos la genial Oda a un Ruiseñor, del escritor John Keats, y el cuento infantil El ruiseñor y la rosa, de Oscar Wilde.

Moneda de 1 kuna de Croacia con un ruiseñor en el anverso.

El ruiseñor es el ave nacional de Ucrania. Una leyenda cuenta que una vez los ruiseñores sólo vivían en la India, cuando un ruiseñor visitó Ucrania. Al escuchar canciones tristes de la gente, el ruiseñor cantó su canción para animarlos. La gente respondió con canciones alegres y, desde entonces, los ruiseñores visitan Ucrania cada primavera para escuchar canciones ucranianas. El poeta nacional ucraniano Taras Shevchenko observó que "incluso el recuerdo del canto del ruiseñor hace feliz al hombre".
El ruiseñor es el ave nacional oficial de Irán. En la literatura persa medieval, el agradable canto del ruiseñor lo ha convertido en un símbolo del amante elocuente, apasionado y condenado a amar en vano. En la poesía persa, el objeto del afecto del ruiseñor es la rosa, que encarna tanto la perfección de la belleza terrenal como la arrogancia de esa perfección.
Franz Liszt incluyó el canto del ruiseñor en su Mephisto-Walzer No. 1.
Igor Stravinsky basó su primera ópera, El ruiseñor (1914), en la historia de Hans Christian Andersen sobre el mismo tema y posteriormente preparó un poema sinfónico, La canción del ruiseñor (1917), utilizando música de su ópera.

### Numismática
Entre los años 1993 y 2022, el ruiseñor fue protagonista de las monedas de 1 kuna de Croacia, acompañado de las inscripciones "slavuj" ("ruiseñor" en croata) o Luscinia megarhynchos, su nombre científico. El diseño del ruiseñor fue confeccionado por el célebre escultor croata Kuzma Kovačić durante las Guerras Yugoslavas, según cuya visión el ruiseñor y su canto representaban un símbolo de libertad y esperanza.